# Tonight I'm Yours
Tonight I'm Yours é o décimo primeiro álbum de estúdio do cantor Rod Stewart, lançado a 6 de Novembro de 1981.Este álbum tinha hits fantásticos como "Tonight I´m yours(Don´t hurt me)", "Young Turks" e "How Long?". Vendeu 14 milhões de cópias no mundo todo.

## Faixas
1. "Tonight I'm Yours (Don't Hurt Me)" (Stewart, Jim Cregan, Kevin Savigar) - 4:11
2. "How Long?" (Paul Carrack) - 4:14
3. "Tora, Tora, Tora (Out With The Boys)" (Stewart) 4:32
4. "Tear It Up" (Dorsey Burnette, Johnny Burnette) - 2:28
5. "Only a Boy" (Stewart, Jim Cregan, Kevin Savigar) - 4:10
6. "Just Like a Woman" (Bob Dylan) - 3:57
7. "Jealous" (Stewart, Carmine Appice, Jay Davis, Danny Johnson) - 4:33
8. "Sonny" (Stewart, Cregan, Savigar, Bernie Taupin) - 4:04
9. "Young Turks" (Stewart, Appice, Duane Hitchings, Savigar) - 5:03
10. "Never Give Up on a Dream" (Stewart, Cregan, Taupin) - 4:22

## Paradas
| Paradas (1981) | Posição |
| -------------- | ------- |
| Billboard 200  | 1       |

## Créditos
- Rod Stewart - Vocal
- Jim Cregan - Guitarra, vocal de apoio
- Jeff Baxter, Robin LeMesurier, Danny Johnson - Guitarra
- Byron Berline - Violino
- Jimmy Zavala - Harmónica, saxofone
- Kevin Savigar, Duane Hitchings - Teclados
- Jay Davis - Baixo
- Carmine Appice - Bateria, vocal de apoio
- Tony Brock - Percussão, vocal de apoio
- Paulinho da Costa - Percussão
- Linda Lewis, The Penetcostal Community Choir, Penny Jones - Vocal de apoio